# Toshirō Mifune
Toshirō Mifune (født 1. april 1920, død 24. december 1997) var en japansk skuespiller, der har medvirket i mere end 170 film. Han er især kendt for sin optræden i en række film af Akira Kurosawa som Rashomon, De syv samuraier og Yojimbo. Han blev kendt i den brede offentlighed i Vesten med en stor rolle i tv-serien Shogun fra 1980.
Mifunes håndtering af det japanske sværd (katana) havde ikke basis i formaliseret undervisning inden for japansk sværdkunst, eftersom han ikke havde nogen grad inden for Kendo eller iaijutsu/iaido (iai).